# Brestovo, Loveci
Brestovo (în bulgară Брестово ) este un sat în Obștina Loveci, Regiunea Loveci, Bulgaria.

## Demografie
Componența etnică a satului Brestovo
     Bulgari (99,41%)
     Nicio identificare (0,58%)
     Altele (0%)
La recensământul din 2011, populația satului Brestovo era de 170 locuitori. Din punct de vedere etnic, majoritatea locuitorilor (99,41%) erau bulgari. Pentru 0,58% din locuitori nu este cunoscută apartenența etnică.